# رضاة الوالدة (مسلسل)
رضاة الوالدة هو مسلسل مغربي من إخراج زكية طاهري ومن بطولة كل من عبد الإله رشيد، أسامة البسطاوي، السعدية أزكون وراوية وغيرهم. بث الموسم الأول للمسلسل على قناة الأولى كل يوم إثنين منذ 30 أكتوبر 2017 إلى غاية 5 فبراير 2018 على الساعة 21:15 بتوقيت غرينيتش. أما الموسم الثاني للمسلسل فتم بثه طوال أمسيات رمضان على الساعة 20:30. وقد شمل المسلسل ثلاثين حلقة في كل موسم.
يحكي المسلسل قصة شاب مغربي وضياع مستقبله بسبب البطالة على الرغم من حصوله على شهادة جامعية، مما يدفعه للجوء إلى طرق ملتوية بعد أن كان قد جرب قبلها مجموعة من الوظائف الحرة وغير الحرة دون جدوى. 

## الفكرة
فكرة المسلسل مقتبسة من فيلم وثائقي يحمل عنوان شباب، وقد حاولت المخرجة زكية إبراز معاناة الشاب المغربي من البطالة بعد حصوله على الشهادات الجامعية اللازمة، كما ركزت على الجانب الاجتماعي له وعلاقاته مع أسرته وخطيبته وما إلى ذلك.

## قصة المسلسل

### الموسم الأول
تدور قصة الجزء الأول من المسلسل حول الشاب كريم الذي ضاقت به سبل الحياة بعد أن حصل على شهادة جامعية لكنه لم يفلح في العثور على عمل، ليلجئ إلى المشاريع الحرة لكنه سرعان ما يجد نفسه مقبوضا عليه في السجن. بعد أن يأس من ظروف معيشته قرر خوض تجربة جديدة لا تخلو من المخاطر وذلك بعدما دخل في وسط العائلة القوية الكناني. وأصبح واحدا منها مُستغلا بذلك السر الذي أخبرته والدته التي كانت تعمل كخياطة لدى لالة ماما (فرد من عائلة الكناني) والذي يتمثل في كون فريد الكناني ذلك الشاب المدلل الذي يعود لعيش أيام مراهقته كان قد ارتكب جريمة وهرب من العقاب.
يفرض كريم نفسه بقوة وسط العائلة، ثم تتحول وضعيته المادية ليعود فيما بعد إلى عائلته في الدار البيضاء والتي كان قد غادرها إلى طنجة منذ مدة، ليجد كل شيء قد تغير خاصة وأن شقيقته خانها زوجها بعدما حصلت على ابن منه، أما خطيبته الأولى السابقة سعاد فقد تزوجت بصديقه السابق فؤاد متجاهلة إياه في حين بقيت وضعية والدته على ما كانت عليه.

### الموسم الثاني
تبدأ أحداث الجزء الثاني باعتقال والدة كريم بسبب كتابة شيكات بدون رصيد حيث كان السبب في ذلك زوج ابنتها أمينة. وساءت الأوضاع بين سعاد وكريم فيما يخص رغبته للبحث عن ابنه من طرف زوجته السابقة هناء التي منعته من رؤيته. بيمنا لالة ماما تحاول جمع شمل عائلة الكناني بعد موت ابنها فريد وتضييعه لقدر كبير من أموال الكناني. لذلك اضطرت لالة ماما بيع منزلها الأول والمكوث عند هناء وأمها وابنها.
أثناء جنازة فريد توعد لالة ماما أن تنتقم من كلثوم وتدفن ابنها بيدها لتبدأ المعركة بينهما. وتصبح سعاد تكره كريم ولا تحفز زوجها على خوض الغمار إلى طنجة باحثا عن ابنه، لكنه رحل. فيستغل فؤاد الوضع ليعود إلى سعاد الكارهة لكريم بعدما تزوج من ليلى. والسكفاندري يبدأ بالتعلق بابنة كلثوم ويعمل جاهدا لخدتمها خصوصا بعد موت العسولي.
في ظل كل هذه المشاكل، ترجع غيثة بوريث جديد مدعى من صلب فريد الكناني. فتستولي غيثة على شركة "Ket Tanger" وتوظف كريم عندها كي تتحالف معه في سبيل القضاء على عائلة الكناني. بينما نسرين الكناني تعاني من ظلم زوجها وحبها المكتوم لكريم.

## طاقم التمثيل

### أدوار رئيسية
| الممثل             | الدور      | الشخصية |
| ------------------ | ---------- | --- |
| عبد الإله رشيد     | كريم       | شاب يعاني من البطالة بعد أن حصل على شهادة جامعية في مجال إدارة الأعمال، مما يدفعه في وقت لاحق إلى العمل في مجال حر لكن هذا يسبب له السجن ويعزم في وقت لاحق على العمل مع أفراد أسرة كبيرة بطريقة مخادعة في مدينة طنجة                            |
| مالك أخميس         | فريد كناني | هو ابن لالة ماما، وأحد أفراد العائلة الكبيرة الكناني، ورجل أعمال قوي يدير شركات العائلة لكنه يُخفي سرا معه. |
| راوية              | لالة ماما  | تنتمي إلى الطبقة البرجوازية الكبرى في مدينة طنجة، وهي الفرد الأهم والزعيم الحقيقي لعشيرة الكناني |
| السعدية أزكون      | كلثوم      | هي والدة كريم، كانت تعمل كخياطة لصالح عائلة الكناني وخاصة لدى لالة ماما |
| أسامة البسطاوي     | فؤاد       | هو الصديق المقرب لكريم، لكن علاقتهما تشهد توترا كبيرا خاصة بعدما سافر للإمارات وترك صديقه يدخل السجن بسبب خطأ ساذج منه، وستتوتر العلاقة أكثر عندما يتزوج بخطيبة كريم الأولى سعاد ويكتشف في وقت لاحق أنها لا زالت تُكن مشاعر الحب والعاطفة لكريم. |
| فاطمة الزهراء لحرش | سعاد       | هي خطيبة كريم التي تحبه كثيرا، لكنها تتخلى عنه في وقت لاحق وتتزوج بأعز صديق له بعدما تيقنت أنه غادر ولن يعود ومن جهة وبعد الضغط الشديد الممارس عليها من عائلتها                                                                                 |

### أدوار ثانوية
- ابتسام العروسي
- سحر الصديقي
- زينب العلامي
- سمية أكعبون
- فاطمة الزهراء قنبوع
- ناصر أقباب
- حنان بنموسى
- محمد عياد
- جلال قريوا

## الحلقات
| الموسم        | الحلقات | الحلقات | الأصلي         | الأصلي        |
| الموسم        | الحلقات | الحلقات | الأول          | الأخير        |
| ------------- | ------- | ------- | -------------- | ------------- |
| الموسم الأول  | 30      | 30      | 30 أكتوبر 2017 | 5 فبراير 2018 |
| لي فات ماماتش | 30      | 30      | 7 مايو 2019    | 6 يونيو 2019  |

## وصلات خارجية
- رضاة الوالدة على موقع IMDb (الإنجليزية)
- رضاة الوالدة على موقع قاعدة بيانات الأفلام العربية
- صفحة المسلسل على الموقع الرسمي للقناة الأولى